# Hrastovec, Zavrč
Hrastovec este o localitate din comuna Zavrč, Slovenia, cu o populație de 392 de locuitori.